# Pierre Arpaillange
Pierre Arpaillange (ur. 13 marca 1924 w Carlux, zm. 11 stycznia 2017 w Cannes) – francuski prawnik, prokurator generalny przy Sądzie Kasacyjnym (1984–1988), minister sprawiedliwości (1988–1990) i prezes Trybunału Obrachunkowego (1990–1993).

## Życiorys
Ukończył szkołę średnią w Périgueux. W okresie II wojny światowej od 1943 działał w ruchu oporu, od 1944 uczestniczył w akcjach zbrojnych. Po demobilizacji został absolwentem prawa, studiował na uniwersytetach w Tuluzie i Paryżu. W 1949 dołączył do francuskiego wymiaru sprawiedliwości. Był zastępcą sędziego w Orleanie i Paryżu, zastępcą prokuratora w Meaux i Wersalu, urzędnikiem Sądu Kasacyjnego w dziale dokumentacji i badań oraz sekretarzem generalnym urzędu prokuratora generalnego. W latach 60. przeszedł do pracy w ministerstwie sprawiedliwości, był dyrektorem gabinetu trzech ministrów, a od 1968 do 1974 dyrektorem departamentu spraw karnych i ułaskawień. W 1974 został radcą w izbie pracy Sądu Kasacyjnego.
W 1981 objął stanowisko prokuratora generalnego przy sądzie apelacyjnym w Paryżu, a w 1984 powierzono mu urząd prokuratora generalnego przy Sądzie Kasacyjnym. Od maja 1988 do października 1990 pełnił funkcję ministra sprawiedliwości w dwóch gabinetach Michela Rocarda. Następnie do 1993 był prezesem Trybunału Obrachunkowego.
Odznaczony Legią Honorową klasy III (1983) i II (1990).